# Pamuk (Ungarn)
Pamuk ist eine ungarische Gemeinde im Kreis Fonyód im Komitat Somogy.

## Geografische Lage
Pamuk liegt 25 Kilometer nordwestlich des Komitatssitzes Kaposvár und 22,5 Kilometer südöstlich der Kreisstadt Fonyód an dem Fluss Pogány-völgyi-víz. Nachbargemeinden sind Somogyvár, Somogyvámos und Osztopán.

## Geschichte
Im Jahr 1907 gab es in der damaligen Kleingemeinde 70 Häuser und 553 Einwohner auf einer Fläche von 2077 Katastraljochen. Sie gehörte zu dieser Zeit zum Bezirk Lengyeltóti im Komitat Somogy.

## Sehenswürdigkeiten
- Römisch-katholische Kirche Szent Mihály
- Weltkriegsdenkmal (I. világháborús emlék)

## Verkehr
Pamuk ist nur über die Nebenstraße Nr. 67127 zu erreichen, östlich des Ortes verläuft die Landstraße Nr. 6701. Die Gemeinde ist angebunden an die Eisenbahnstrecke von Fonyód nach Kaposvár.